# Bilten
Bilten (toponimo tedesco) è una frazione di 2 500 abitanti del comune svizzero di Glarona Nord, nel Canton Glarona.

## Geografia fisica
Bilten ha una superficie, al 2006, di 15,86 km² . Di questa superficie, il 37,8% è utilizzato per scopi agricoli, mentre il 50,1% è coperto da foreste. Il restante 8,2% è occupato da insediamenti (edifici o strade) e il 3,8% è improduttivo (fiumi, ghiacciai o montagne).
Bilten era il comune più settentrionale del cantone e si trova all'estremità meridionale del fiume Linth.

## Storia

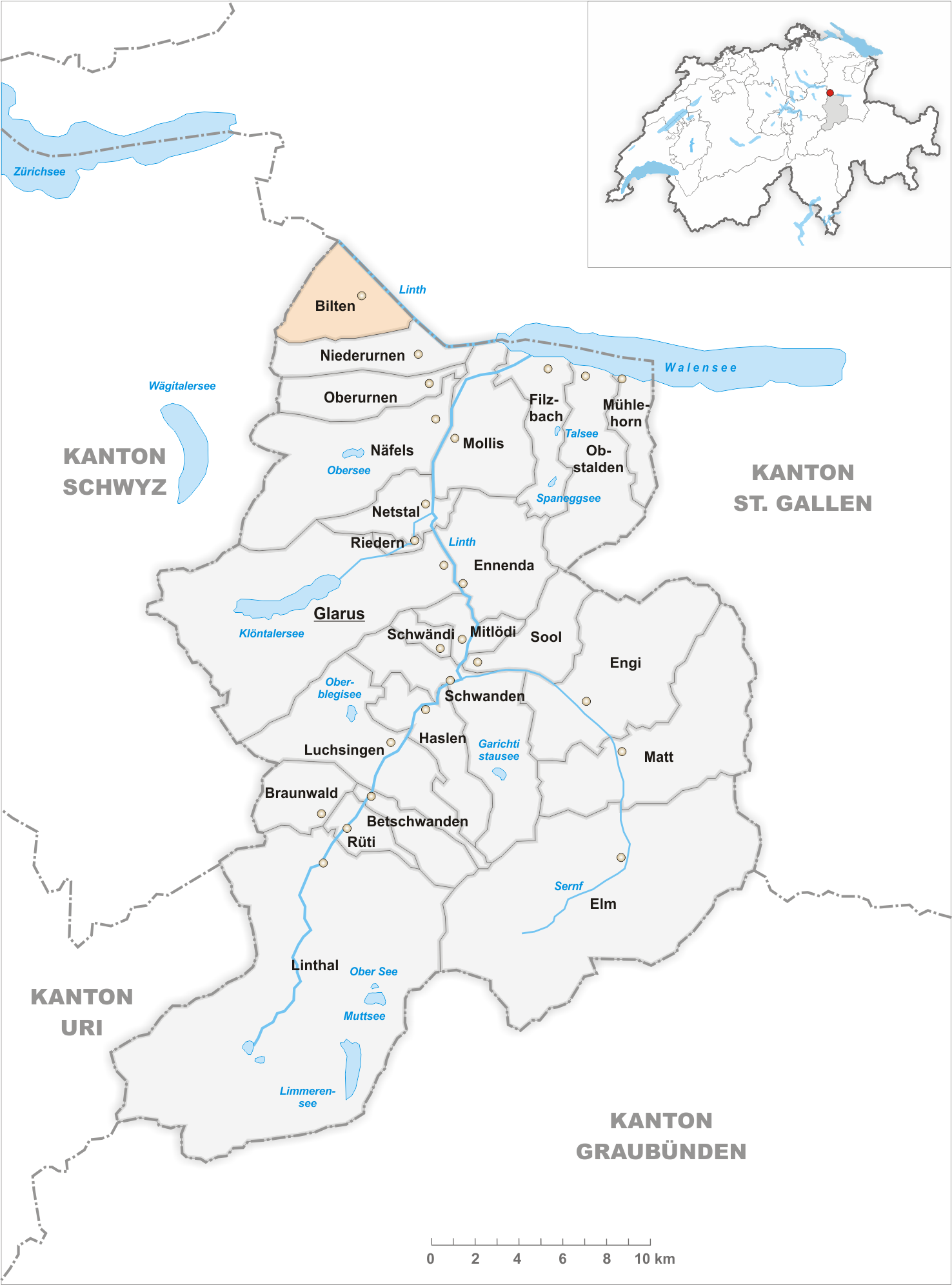
Il territorio del comune di Bilten prima degli accorpamenti comunali del 2011

Già comune autonomo che si estendeva per 15,86 km² e che comprendeva anche le frazioni di Oberbilten, Rufi, Unterbilten e Ussbühl, il 1º gennaio 2011 è stato accorpato agli altri comuni soppressi di Filzbach, Mollis, Mühlehorn, Näfels, Niederurnen, Oberurnen e Obstalden per formare il nuovo comune di Glarona Nord.

## Monumenti e luoghi d'interesse

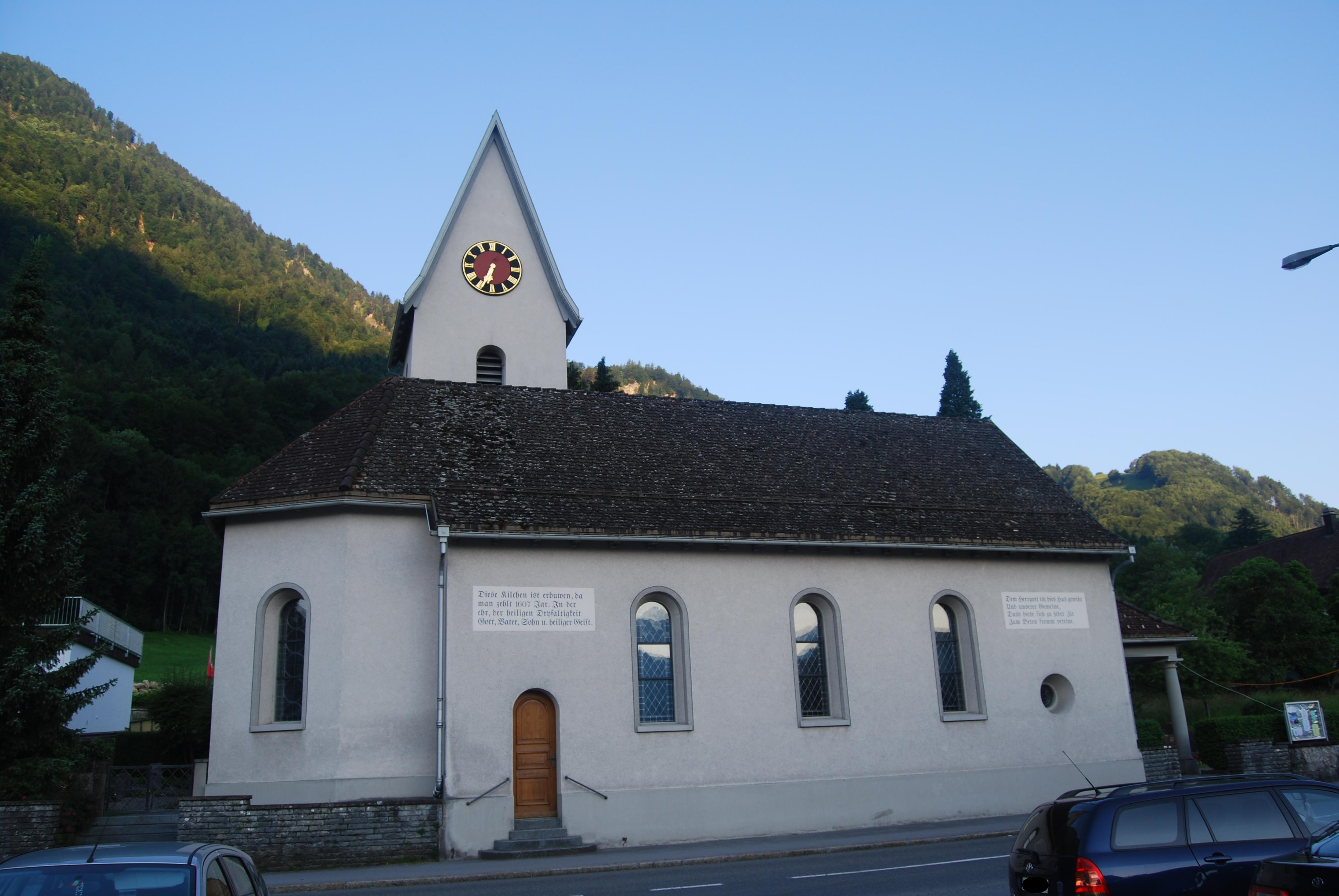
La chiesa riformata

- Chiesa riformata, eretta nel 1607[1];
- Casa Elsener, eretta nel 1608[1].

## Società

### Evoluzione demografica
L'evoluzione demografica è riportata nella seguente tabella:
Abitanti censiti

## Infrastrutture e trasporti

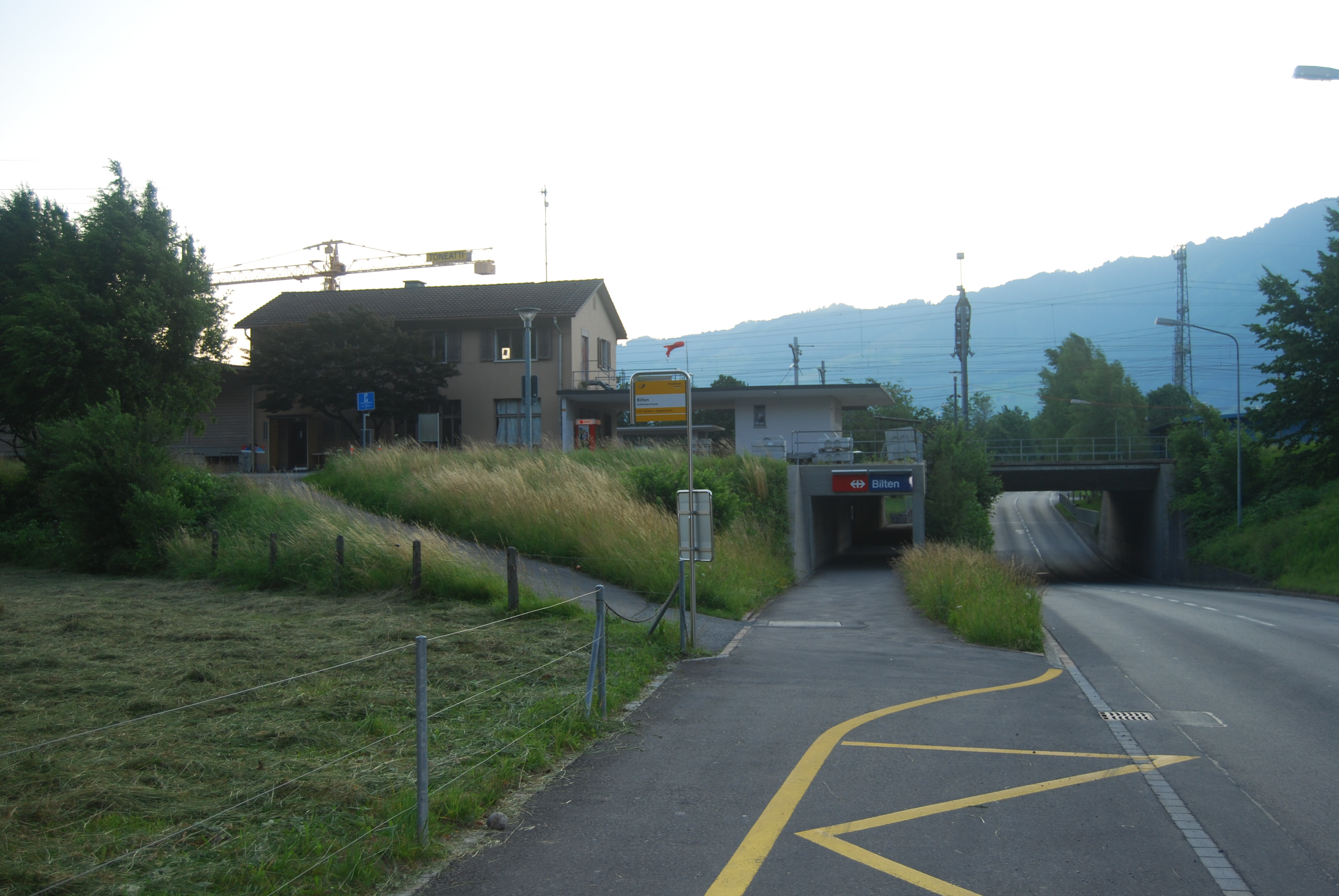
La stazione di Bilten

La località è servita dalla stazione di Bilten sulla ferrovia Zurigo-Ziegelbrücke (linea S27 della rete celere di Zurigo).

## Amministrazione
Ogni famiglia originaria del luogo fa parte del comune patriziale che ha la responsabilità della manutenzione di ogni bene comune.